# Alpinus
Alpinus (i. e. 1. század) római költő
Életéről szinte semmit sem tudunk. Rossz költő lehetett, mert Horatius szatíráiban kegyetlenül kigúnyolta dagályos stílusa miatt. Egyes kutatók azonosítják a szintén Horatius szatíráiban szereplő Furiusszal, aki a scholionok szerint nem más, mint Bibaculus, az eposz- és jambusköltő. Munkái nem maradtak fenn.